# Route nationale 481
La route nationale 481 (RN 481 o N 481) è una strada nazionale francese che collega l'Autoroute A48 al centro di Grenoble.

## Percorso
Inizialmente partiva dalla N80 a Cluny e seguiva la valle della Grosne verso nord fino a Sercy. Proseguiva nella stessa direzione servendo molti paesi come Buxy e Givry per poi terminare a Chagny sulla N6. Nel 1972 tutto il tracciato è stato declassato a D981. Nel 2011 invece la nomenclatura è stata riutilizzata per un troncone dell'A48 declassato.